# كفر الشرفا القبلي
كفر الشرفا القبلي إحدى قرى مركز شبين القناطر التابع لمحافظة القليوبية بجمهورية مصر العربية.

## السكان
بلغ عدد سكان كفر الشرفا القبلي 9,096 نسمة، حسب الإحصاء الرسمي لعام 2006.